# PT Metro Supermarket Realty Terbuka
PT Metro Supermarket Realty Terbuka è un'azienda indonesiana e con sede a Giakarta.
È attiva soprattutto nel settore della grande distribuzione organizzata, con supermercati e centri commerciali, oltre che attività edilizie e sviluppo di proprietà.
Il gruppo possiede le società Metro Pasar Baru Building, Melawai Plaza Building e Metro Sunter Plaza. Inoltre il gruppo ha anche sviluppato un complesso di case singole ed appartamenti chiamato Complex Metro Sunter e situato a Jalan Danau Sunter, nei pressi di Giacarta.
Le sue azioni sono contrattate al Jakarta Stock Exchange.